# European Championships 2022/Teilnehmer (Luxemburg)
| Gelbes Symbol für Goldmedaillen mit stilisierten Olympischen Ringen | Graues Symbol für Silbermedaillen mit stilisierten Olympischen Ringen | Braundes Symbol für Bronzemedaillen mit stilisierten Olympischen Ringen |
| ------------------------------------------------------------------- | --------------------------------------------------------------------- | ----------------------------------------------------------------------- |
| —                                                                   | —                                                                     | 1                                                                       |

Luxemburg nahm mit 17 Athleten (10 Männer, 7 Frauen) an den European Championships 2022 in München teil.

## Medaillen

### Medaillenspiegel
| Rang   | Sportart    | Gold | Silber | Bronze | Gesamt |
| ------ | ----------- | ---- | ------ | ------ | ------ |
| 1      | Tischtennis | —    | —      | 1      | 1      |
| Gesamt | Gesamt      | 0    | 0      | 1      | 1      |

### Medaillengewinner
| Name/n                    | Sportart    | Wettkampf |
| ------------------------- | ----------- | --------- |
| Bronze                    |             |           |
| Ni Xialian Sarah De Nutte | Tischtennis | Doppel    |

## Teilnehmer nach Sportarten

### Kanurennsport
| Athleten         | Wettbewerb | Vorlauf  | Vorlauf | Vorlauf       | Halbfinale    | Halbfinale    | Halbfinale    | Finale        | Finale        | Rang |
| Athleten         | Wettbewerb | Zeit     | Rang    | Qualifikation | Zeit          | Rang          | Qualifikation | Zeit          | Rang          | Rang |
| ---------------- | ---------- | -------- | ------- | ------------- | ------------- | ------------- | ------------- | ------------- | ------------- | ---- |
| Männer           |            |          |         |               |               |               |               |               |               |      |
| Dario Maksimovic | C-1 200 m  | 47,298 s | 9       | –             | ausgeschieden | ausgeschieden | ausgeschieden | ausgeschieden | ausgeschieden | 18   |
| Dario Maksimovic | C-1 5000 m | —        | —       | —             | —             | —             | —             | DNS           | DNS           | DNS  |

### Leichtathletik
Laufen und Gehen 
| Athleten               | Wettbewerb   | Vorlauf     | Vorlauf | Halbfinale    | Halbfinale    | Finale        | Finale        | Rang |
| Athleten               | Wettbewerb   | Zeit        | Rang    | Zeit          | Rang          | Zeit          | Rang          | Rang |
| ---------------------- | ------------ | ----------- | ------- | ------------- | ------------- | ------------- | ------------- | ---- |
| Frauen                 |              |             |         |               |               |               |               |      |
| Patrizia van der Weken | 100 m        | 11,46 s     | 9       | 11,51 s       | 17            | ausgeschieden | ausgeschieden | 17   |
| Victoria Rausch        | 100 m Hürden | 13,37 s     | 11      | 13,33 s       | 20            | ausgeschieden | ausgeschieden | 20   |
| Männer                 |              |             |         |               |               |               |               |      |
| Charles Grethen        | 1500 m       | 3:40,33 min | 16      | ausgeschieden | ausgeschieden | ausgeschieden | ausgeschieden | 16   |

 Springen und Werfen 
| Athleten     | Wettbewerb  | Qualifikation | Qualifikation | Finale        | Finale        | Rang |
| Athleten     | Wettbewerb  | Weite         | Rang          | Weite         | Rang          | Rang |
| ------------ | ----------- | ------------- | ------------- | ------------- | ------------- | ---- |
| Männer       |             |               |               |               |               |      |
| Bob Bertemes | Kugelstoßen | 19,77 m       | 14            | ausgeschieden | ausgeschieden | 14   |

### Radsport

#### Straße
| Athleten           | Wettbewerb    | Zeit      | Rang |
| ------------------ | ------------- | --------- | ---- |
| Frauen             |               |           |      |
| Christine Majerus  | Straßenrennen | 2:59:20 h | 16   |
| Männer             |               |           |      |
| Colin Heiderscheid | Straßenrennen | 4:39:07   | 45   |
| Cédric Pries       | Straßenrennen | 4:38:49   | 22   |

### Tischtennis
| Athleten                        | Wettbewerb | Gruppenphase         | Gruppenphase | Vorrunde      | Vorrunde      | 1. Runde                            | 1. Runde      | 2. Runde                          | 2. Runde      | Achtelfinale                        | Achtelfinale  | Viertelfinale                      | Viertelfinale | Halbfinale                        | Halbfinale    | Finale        | Finale        | Rang          |
| Athleten                        | Wettbewerb | Gegner               | Erg.         | Gegner        | Erg.          | Gegner                              | Erg.          | Gegner                            | Erg.          | Gegner                              | Erg.          | Gegner                             | Erg.          | Gegner                            | Erg.          | Gegner        | Erg.          | Rang          |
| ------------------------------- | ---------- | -------------------- | ------------ | ------------- | ------------- | ----------------------------------- | ------------- | --------------------------------- | ------------- | ----------------------------------- | ------------- | ---------------------------------- | ------------- | --------------------------------- | ------------- | ------------- | ------------- | ------------- |
| Frauen                          |            |                      |              |               |               |                                     |               |                                   |               |                                     |               |                                    |               |                                   |               |               |               |               |
| Ariel Barbosa                   | Einzel     | Leonie Hartbrich     | 1:3          | ausgeschieden | ausgeschieden | ausgeschieden                       | ausgeschieden | ausgeschieden                     | ausgeschieden | ausgeschieden                       | ausgeschieden | ausgeschieden                      | ausgeschieden | ausgeschieden                     | ausgeschieden | ausgeschieden | ausgeschieden | ausgeschieden |
| Ariel Barbosa                   | Einzel     | Anna Kirichenko      | 0:3          | ausgeschieden | ausgeschieden | ausgeschieden                       | ausgeschieden | ausgeschieden                     | ausgeschieden | ausgeschieden                       | ausgeschieden | ausgeschieden                      | ausgeschieden | ausgeschieden                     | ausgeschieden | ausgeschieden | ausgeschieden | ausgeschieden |
| Sarah De Nutte                  | Einzel     | Freilos              | Freilos      | Freilos       | Freilos       | Tin-Tin Ho                          | 3:4           | ausgeschieden                     | ausgeschieden | ausgeschieden                       | ausgeschieden | ausgeschieden                      | ausgeschieden | ausgeschieden                     | ausgeschieden | ausgeschieden | ausgeschieden | 33            |
| Tessy Gonderinger               | Einzel     | Debora Vivarelli     | 3:1          | Freilos       | Freilos       | Giorgia Piccolin                    | 1:4           | ausgeschieden                     | ausgeschieden | ausgeschieden                       | ausgeschieden | ausgeschieden                      | ausgeschieden | ausgeschieden                     | ausgeschieden | ausgeschieden | ausgeschieden | 33            |
| Tessy Gonderinger               | Einzel     | Martine Toftaker     | 1:3          | Freilos       | Freilos       | Giorgia Piccolin                    | 1:4           | ausgeschieden                     | ausgeschieden | ausgeschieden                       | ausgeschieden | ausgeschieden                      | ausgeschieden | ausgeschieden                     | ausgeschieden | ausgeschieden | ausgeschieden | 33            |
| Ni Xialian                      | Einzel     | Freilos              | Freilos      | Freilos       | Freilos       | Polina Trifonowa                    | 1:4           | Prithika Pavade                   | 4:3           | Bernadette Szőcs                    | 3:4           | ausgeschieden                      | ausgeschieden | ausgeschieden                     | ausgeschieden | ausgeschieden | ausgeschieden | 9             |
| Ariel Barbosa Tessy Gonderinger | Doppel     | —                    | —            | —             | —             | Annett Kaufmann Franziska Schreiner | 1:3           | ausgeschieden                     | ausgeschieden | ausgeschieden                       | ausgeschieden | ausgeschieden                      | ausgeschieden | ausgeschieden                     | ausgeschieden | ausgeschieden | ausgeschieden | 33            |
| Ni Xialian Sarah De Nutte       | Doppel     | —                    | —            | —             | —             | Freilos                             | Freilos       | Bernadett Bálint Leonie Hartbrich | 3:1           | Dragana Vignjević Izabela Lupulesku | 3:1           | Christina Källberg Linda Bergström | 3:1           | Elizabeta Samara Andreea Dragoman | 1:3           | ausgeschieden | ausgeschieden | Bronze        |
| Männer                          |            |                      |              |               |               |                                     |               |                                   |               |                                     |               |                                    |               |                                   |               |               |               |               |
| Eric Glod                       | Einzel     | Tom Jarvis           | 0:3          | ausgeschieden | ausgeschieden | ausgeschieden                       | ausgeschieden | ausgeschieden                     | ausgeschieden | ausgeschieden                       | ausgeschieden | ausgeschieden                      | ausgeschieden | ausgeschieden                     | ausgeschieden | ausgeschieden | ausgeschieden | ausgeschieden |
| Eric Glod                       | Einzel     | Andrei Putuntica     | 1:3          | ausgeschieden | ausgeschieden | ausgeschieden                       | ausgeschieden | ausgeschieden                     | ausgeschieden | ausgeschieden                       | ausgeschieden | ausgeschieden                      | ausgeschieden | ausgeschieden                     | ausgeschieden | ausgeschieden | ausgeschieden | ausgeschieden |
| Luka Mladenovic                 | Einzel     | Ivik Nielsen         | 3:0          | ausgeschieden | ausgeschieden | ausgeschieden                       | ausgeschieden | ausgeschieden                     | ausgeschieden | ausgeschieden                       | ausgeschieden | ausgeschieden                      | ausgeschieden | ausgeschieden                     | ausgeschieden | ausgeschieden | ausgeschieden | ausgeschieden |
| Luka Mladenovic                 | Einzel     | Deni Kožul           | 1:3          | ausgeschieden | ausgeschieden | ausgeschieden                       | ausgeschieden | ausgeschieden                     | ausgeschieden | ausgeschieden                       | ausgeschieden | ausgeschieden                      | ausgeschieden | ausgeschieden                     | ausgeschieden | ausgeschieden | ausgeschieden | ausgeschieden |
| Luka Mladenovic                 | Einzel     | Martin Buch Andersen | 1:3          | ausgeschieden | ausgeschieden | ausgeschieden                       | ausgeschieden | ausgeschieden                     | ausgeschieden | ausgeschieden                       | ausgeschieden | ausgeschieden                      | ausgeschieden | ausgeschieden                     | ausgeschieden | ausgeschieden | ausgeschieden | ausgeschieden |
| Luka Mladenovic Eric Glod       | Doppel     | —                    | —            | —             | —             | Freilos                             | Freilos       | Federico Giardi Mattias Mongiusti | 3:0           | ausgeschieden                       | ausgeschieden | ausgeschieden                      | ausgeschieden | ausgeschieden                     | ausgeschieden | ausgeschieden | ausgeschieden | 17            |
| Luka Mladenovic Eric Glod       | Doppel     | —                    | —            | —             | —             | Freilos                             | Freilos       | Álvaro Robles Ovidiu Ionescu      | 2:3           | ausgeschieden                       | ausgeschieden | ausgeschieden                      | ausgeschieden | ausgeschieden                     | ausgeschieden | ausgeschieden | ausgeschieden | 17            |
| Mixed                           |            |                      |              |               |               |                                     |               |                                   |               |                                     |               |                                    |               |                                   |               |               |               |               |
| Luka Mladenovic Ni Xialian      | Doppel     | —                    | —            | —             | —             | Mattias Mongiusti Patricia Santos   | 3:0           | Lubomír Jančařík Zdena Blašková   | 3:0           | Ovidiu Ionescu Bernadette Szőcs     | 1:3           | ausgeschieden                      | ausgeschieden | ausgeschieden                     | ausgeschieden | ausgeschieden | ausgeschieden | 9             |
| Luka Mladenovic Ni Xialian      | Doppel     | —                    | —            | —             | —             | Mattias Mongiusti Patricia Santos   | 3:0           | Niagol Stoyanov Giorgia Piccolin  | 1:3           | Ovidiu Ionescu Bernadette Szőcs     | 1:3           | ausgeschieden                      | ausgeschieden | ausgeschieden                     | ausgeschieden | ausgeschieden | ausgeschieden | 9             |
| Eric Glod Sarah De Nutte        | Doppel     | —                    | —            | —             | —             | Freilos                             | Freilos       | Benedikt Duda Sabine Winter       | 1:3           | ausgeschieden                       | ausgeschieden | ausgeschieden                      | ausgeschieden | ausgeschieden                     | ausgeschieden | ausgeschieden | ausgeschieden | 17            |

### Triathlon
| Athleten       | Wettbewerb | Zeit      | Rang |
| -------------- | ---------- | --------- | ---- |
| Männer         |            |           |      |
| Lucas Cambresy | Einzel     | LAP       | LAP  |
| Bob Haller     | Einzel     | 1:45:23 h | 34   |

### Turnen
| Athleten         | Wettbewerb       | Qualifikation | Qualifikation | Finale        | Finale        | Rang |
| Athleten         | Wettbewerb       | Punkte        | Rang          | Punkte        | Rang          | Rang |
| ---------------- | ---------------- | ------------- | ------------- | ------------- | ------------- | ---- |
| Frauen           |                  |               |               |               |               |      |
| Céleste Mordenti | Boden            | 10,766        | 102           | ausgeschieden | ausgeschieden | 102  |
| Céleste Mordenti | Schwebebalken    | 10,133        | 98            | ausgeschieden | ausgeschieden | 98   |
| Céleste Mordenti | Stufenbarren     | 10,700        | 84            | ausgeschieden | ausgeschieden | 84   |
| Céleste Mordenti | Mehrkampf Einzel | —             | —             | 43,932        | 66            | 66   |